# Golfo de Argos
O golfo de Argos (em grego: Αργολικός Κόλπος; romaniz.: Argolikós Kólpos) é um pequeno golfo do mar Egeu ao largo da costa oriental do Peloponeso, na Grécia. Por vezes, combinado com o Golfo Sarônico e as Ilhas Sarônicas, é chamado Golfo Argosarônico. Está circundado por duas prefeituras gregas, a Arcádia e a Argólida.